# 特別行政区
特別行政区（とくべつぎょうせいく、拼音: tèbié xíngzhèngqū、イェール式広東語: dahk biht hàhng jing kēui）は、通常の地方行政制度とは異なる行政機関が設置され、独自の法律が適用されるなど、大幅な自治権を持つ地域のこと。特に中華人民共和国における制度を指す。特区（とっく、拼音: tèqū、イェール式広東語: dahk kēui）と略称されることもある。

## 概説
中華民国においては、通常は正式な行政区として省を設置する前の移行措置として「特別区」が置かれた。また第一次世界大戦で北洋政府が接収したドイツ、オーストリアの租界を、租界時代の行政制度や外国人の参政権を認める「特別区」としたのに続き、ロシア革命後にソ連やイギリスから返還された租界も特別区とされたが、国民政府のもとで廃止されたり、自治権を縮小された。
中華人民共和国では現在、1997年にイギリスから返還された香港と、1999年にポルトガルから返還されたマカオが特別行政区となっている（一国二制度を参照）。
このほか、朝鮮民主主義人民共和国において2002年に新義州特別行政区が設置されたが、同行政区の初代行政長官に就任した楊斌が脱税などの容疑で中国政府により身柄を拘束されたのを機に、同特別行政区は事実上凍結状態にある。

## 中華人民共和国

### 省級特別行政区
中華人民共和国には省レベルに相当する特別行政区が設置されており、香港特別行政区および澳門特別行政区がそれである。ともに広東省珠江デルタに位置しており、「港澳」あるいは「港澳地区」と総称される。
- 香港特别行政区 (英語: Hong Kong Special Administrative Region)
- 澳門特别行政区 (ポルトガル語: Região Administrativa Especial de Macau)

澳門（マカオ）は明代にポルトガル人商人の居留地として貢納金と引き換えに租借されていたものが、アヘン戦争後の1887年、中葡和好通商条約によって事実上割譲されたものである。香港は清代、アヘン戦争の結果イギリスに香港島・九龍が割譲され、後に新界が租借されたことで完成した。港澳両地と中国本土との政治的隔たりは20世紀後半に至るまで維持された。
香港では新界の租借が1997年に満期となることから、「香港前途問題」が浮上した。当時、イギリスはすでに中華人民共和国を中国を代表する唯一の合法政府として承認しており、英中両国間で前途問題の交渉が行われた。1984年に調印された英中共同声明および1990年に公布された「香港特別行政区基本法」に基づいて、香港の主権はイギリスから中華人民共和国に返還され、中国政府は主権回復後に「香港特別行政区」を成立させ、港人治港および高度自治を実施した。中国はマカオ返還に際しても同様の手法を採用し、「澳門特別行政区」を成立させるとともに澳人治澳と高度自治を実施した。
特別行政区は一国二制度（中国語: 一國兩制）原則の下、国防と外交を除く殆どの政務において高度な自治を実行する。国内における法的基礎には基本法があり、国際的な法的根拠としては英中共同声明と中葡共同声明がある。

#### 高度な自治
1981年、中国全国人民代表大会常務委員会委員長の葉剣英は台湾問題に対して、台湾統一後には台湾特別行政区を設置するという構想を発表した。1982年制定の「中華人民共和国憲法」第三十一条には、「国家は必要に応じて特別行政区を設立することができる。特別行政区内で実施される制度は、具体的状況に応じて全国人民代表大会が法律によって定める」とある。この条項は現行の中華人民共和国憲法においても変わらず、特别行政区設立の法源となっている。
香港およびマカオ基本法の第十二条では、特別行政区は必要に応じて設立され、高度な自治権を享受する地方行政区域で、中央人民政府（国務院）直轄であるとしている。中国の省級行政単位は、中央人民政府が直接管轄する最高レベルの地方行政区域であり、現在は省、自治区、直轄市、特別行政区が存在する。特別行政区の最高首長は行政長官（「特別行政区首長」とも呼ばれ、「特首」と略される）であり、港澳特区の官僚はそれぞれ港澳出身の人物によって担われる。

#### 国籍
香港および澳門の法例により、香港人・マカオ人は必ずしも中国籍ではなく、英国籍、ポルトガル籍その他の国籍も認められている。どの国籍の人でも、有效な旅券を持って香港や澳門に入境し、通常現地に7年以上連続して居住し、香港または澳門を永住地とする場合には、香港または澳門の永久性居民になることができる。

#### 現在の特別行政区一覧
| 特別 行政区 | 公用語                           | 行政長官            | 通貨           | 憲法                   | 在外公館                                                                                   | 外交機関                 | 出先機関 |
| ----------- | -------------------------------- | ------------------- | -------------- | ---------------------- | ------------------------------------------------------------------------------------------ | ------------------------ | -------- |
| 香港        | 広東語 （中国語） 英語           | 李家超 （行政長官） | 香港ドル       | 香港特別行政区基本法   | 香港駐内地経済貿易辦事処（内地） 香港経済貿易辦事処（海外） 香港経済貿易文化辦事処（台湾） | 外交部駐香港特派員公署   | 中聯辦   |
| マカオ      | 広東語 （中国語）、 ポルトガル語 | 岑浩輝 （行政長官） | マカオ・パタカ | マカオ特別行政区基本法 | 澳門経済文化辦事処                                                                         | 外交部駐マカオ特派員公署 | 中聯辦   |

### 県級特別行政区
「一国二制度」に基づく特別行政区とは異なり、中国本土にも「特別行政区」と呼ばれる地方行政単位が存在するが、その性質は前者とは大きく異なる。中華人民共和国の歴史においては、県級特別行政区として韶山特別行政区、廬山特別行政区、双湖特別行政区などが設置されたことがある。

#### 臥龍国家級自然保護区
1983年3月、国務院の批准を受け、四川省汶川県に臥龍特別行政区が設立された。同年7月には四川省汶川臥龍特別行政区と改称され、保護区管理局と合同で運営されることとなった。臥龍特別行政区は四川省に属する特殊な行政区であり、現在の人口は5,343人。臥龍鎮と耿達鎮で構成され、行政区画上は汶川県に属するものの、四川省人民政府の管轄下にありながら、実際の管理は四川省林業庁が担っている。その管轄区域は四川臥龍国家級自然保護区と完全に一致している。

#### 六枝特区
1964年7月、中国共産党中央委員会と国務院は「西南煤鉱建設指揮部」の設立を決定し、六枝、盤県、水城などの地域での石炭探査や鉱区建設を担当させた。1965年4月29日、「六枝鉱区」が設立され、鉱区人民委員会が六枝に駐在し、貴州省の管轄下に置かれた。1966年2月22日、中共中央と国務院の「中発（1966）第119号文」により、六枝県、普定県、鎮寧県から八つの公社を分離し、「六枝特区」が設置された。同時に、六枝県は旧名の「郎岱県」に戻された。1967年末、西南煤鉱建設指揮部は六枝から水城へ移転し、名称を「六盤水地区革命委員会籌備領導小組」と改めた。これに伴い、六枝特区は六盤水地区の管轄下に移された。

### 台湾特別行政区
中華人民共和国は建国以来、中華民国が実効支配する地域、すなわちいわゆる「台湾地区」に対する主権の主張を放棄したことはない。この地域は台湾島と澎湖諸島を主体とし、金門島・馬祖列島、東沙諸島、南沙諸島などの離島を含んでいる。中華人民共和国政府は行政区画の体系において、おおむね中華民国時代の区分を踏襲している。法的には、台湾島および澎湖諸島を「台湾省」とし、それ以外の地域は福建省、広東省、海南省にそれぞれ属するものとしている。
1981年9月30日、中国全国人民代表大会常務委員会委員長の葉剣英が談話を発表し、台湾問題の解決に関する方針と政策をさらに明確にした。その中で「国家統一が実現した後、台湾は特別行政区として高度な自治権を享受できる」と述べ、両岸の執政党である国民党と共産党による対等な交渉を提案した。1982年1月11日には、中国共産党中央軍事委員会主席の鄧小平は葉剣英の談話について言及し、「これは実際には『一つの国家、二つの制度』であり、国家統一実現という前提の下で、国家の主体部分は社会主義制度を実施し、台湾は資本主義制度を維持するものだ」と指摘した。また、1982年に制定された『中華人民共和国憲法』第三十一条において、特別行政区の法律上の地位が憲法の枠組みの中で明文化された。

1983年6月26日、鄧小平はアメリカ・ニュージャージー州シートン・ホール大学教授である楊力宇と会見した際に、次のように述べた：
| 「 | 台湾特別行政区は独自の独立性を持ち、大陸とは異なる制度を実施することができる。司法は独立し、終審権は必ずしも北京にある必要はない。台湾は独自の軍隊を保有することも可能だが、それが大陸に対する脅威とならないことが条件となる。大陸側は台湾に駐留せず、軍隊だけでなく行政官も派遣しない。台湾の政党、政府、軍系統はすべて台湾自身が管理する。また、中央政府は台湾のために一定の代表枠を確保する。 | 」 |

1992年10月12日、当時の中国共産党総書記の江沢民は「我々は『平和統一・一国二制度』の方針を揺るぎなく実行し、祖国統一を積極的に推進していく。我々は改めて強調するが、中国共産党は中国国民党との早期接触を望んでおり、両岸の敵対状態を正式に終結させ、段階的に平和統一を実現するための交渉を行う条件を整えたいと考えている。この協議には、両岸のその他の政党、団体、および各界の代表的な人物も参加できる」と述べた。
鄧小平は、将来の両岸統一後の政治構想として、台湾を省級特別行政区として管理することを想定していた。この構想は、台湾特別自治区が香港やマカオよりも高い自治権を持ち、軍隊・外交・司法・政治制度などを独自に維持できるという点が特徴である。この構想は「鄧小平理論」の一部とされており、政府の基本的な立場として、まず現状維持を尊重し、その上での統治を基本方針とするものだった。しかし、この構想は現在の台湾の民意には広く受け入れられていない。2011年の国立政治大学や2013年のTVBSなどの機関による世論調査では、大多数の台湾人が「現状維持」を支持していることが示されている。
2017年、台湾の自由時報が香港メディアを引用し、ある学者が「台湾特別行政区籌備委員会」を廈門に設立することを提案したと報じた。この委員会は「台湾特区パスポート」の試験運用を行い、それを通じて漸進的に台湾問題の解決を進めることを目的としていた。

## 中華民国

### かつて設置されていた特別行政区
中華民国では、特別行政区が一時的な行政区画として設置されることがあり、通常は正式な行政区への改編前の移行措置として機能した。これらは大きく以下のカテゴリーに分類される：
- 省設置前の行政区画：民国初期に設置された察哈爾特別区、綏遠特別区、熱河特別区、川辺特別区の4特別区、また1949年に設置された海南特別行政区がある。
- 外国から返還された領土：威海衛行政区、東省特別区などが該当する。
- 地方武装勢力による支配地域：陝甘寧辺区等。
- 風景名勝や地理的に特殊な地域：陽明山管理局等。
- 歴史的、文化的、地理的に特殊な地域：西蔵地方、蒙古地方（国民政府の実効支配下になかった地域）。

また、日中戦争期には、日本が中国に設置した傀儡政権によって、特別行政区が設けられた。例えば河北省には真渤特別行政区や真定行政区が設置され、これらは省の下位行政区として県を管轄していた。現在の研究者には、「これらの行政区は道（省と県の中間に位置する行政区画）と比較すると、より軍事的な色彩が強い」と指摘する者もいる:147。
| 特別行政区     | 性質                           | 後継行政区                                               | 設置年 | 所在地（地図） |
| -------------- | ------------------------------ | -------------------------------------------------------- | ------ | -------------- |
| 察哈爾特別区   | 省設置以前の行政区画           | 察哈爾省                                                 | 1914   |                |
| 綏遠特別区     | 省設置以前の行政区画           | 綏遠省                                                   | 1914   |                |
| 熱河特別区     | 省設置以前の行政区画           | 熱河省                                                   | 1914   |                |
| 川辺特別区     | 省設置以前の行政区画           | 西康省                                                   | 1914   |                |
| 海南特別行政区 | 省設置以前の行政区画           | N/A                                                      | 1949   |                |
| 威海衛行政区   | 外国から返還された領土         | 日中戦争勝利後に威海衛市に改名、山東省の省轄地区となる   | 1930   |                |
| 東省特別区     | 外国から返還された領土         | 満洲事変後、中東鉄道沿線地区は日本軍および満洲国に占領   | 1924   |                |
| 陝甘寧辺区     | 地方武装勢力が割拠する区域     | 1947年の第二次国共内戦期間、国民政府は非法叛乱区域とした | 1937   |                |
| 西蔵地方       | 歴史、文化、地理的に特殊な地域 | N/A                                                      | 1928   |                |

### 未設置の特別行政区
澎金馬離島特別行政区：中華民国の将来の行政計画構想として、「六星計画」がかつて登場したことがある。2008年中華民国総統選挙の候補者である謝長廷は、各県市の国際的認知度が低く、各地域の行政区画の編成により、地方の人材、能力が不足していると考え、台湾地区を六つの大きな地域（省または州）に分け、さらに澎湖県、金門県、馬祖列島（福建省連江県）を統合して離島特別行政区を設けることで、中華民国の国際競争力を大幅に向上させるべきだと提案した。また、前中華民国副総統の呂秀蓮も「四省二特区双首都」プランを提案し、その中にも澎金馬離島特別行政区が含まれていた。
山地特別行政区：前中華民国副総統の呂秀蓮は「四省二特区双首都」を提案した。その内容は、河川流域を基に北、中、南、東の四つの行省に分け、山地と離島の二つの特別行政区を設置するというものであった。しかし、最終的にこの計画も実現しなかった。

## 朝鮮民主主義人民共和国
2001年、オランダの華僑商人である楊斌は、北朝鮮政府に対して、新義州で香港やマカオのような「特別行政区」を設立することを提案した。北朝鮮政府はこの提案を受け入れ、新義州特別行政区を設立し、中華人民共和国の「一国二制度」モデルを模倣して対外窓口を作ろうとした。しかし、特区改革は予定通りに進まず、特区長官に任命された楊斌は、就任前に脱税などの経済犯罪で中華人民共和国政府に逮捕され、18年の有期懲役を言い渡された。その後、北朝鮮は実質的にこのプロジェクトを放棄した。